# Марія-Джузеппа Робуччі-Нарджизо
Марія-Джузеппа Робуччі-Нарджизо (італ. Maria-Giuseppa Robucci-Nargiso; 20 березня 1903, Поджо-Імперіале, Апулія, Фоджа, Італія — 18 червня 2019, Поджо-Імперіале, Апулія, Фоджа, Італія) — італійська супердовгожителька. Прожила 116 років і 90 днів. На момент смерті була найстарішою з жителів Італії і Європи загалом та другою найстарішою нині живою повністю верифікованою людиною в світі. Після її смерті найстарішою жителькою Італії стала Анна Бенерічетті-Ціматті, а Європи — француженка Люсіль Рандон.

## Життєпис
Марія-Джузеппа Робуччі, також відома як «Нонна Пеппа», народилася в 1903 році в муніципалітеті Поджо-Імперіале, регіон Апулія, провінція Фоджа, Італія, в родині Антоніо і Марії Мікели Робуччі. 3 грудня 1928 року 25-річна Марія вступила в шлюб з Ніколою Нарджизо. У подружжя було п'ятеро дітей: Анджело, Кончетта (яка пізніше стала черницею на ім'я сестра Ніколетта), Антоніо, Джузеппе і Філомена. Після Другої Світової війни сім'я Нарджизо переживала економічні труднощі.
Марія Робуччі овдовіла в 1982 році. В 2003 році телевізійне шоу «La vita in diretta» каналу Rai Uno показало її сторічний ювілей. У 100 років вона все ще могла рубати дрова. В 2014 році Марія-Джузеппа невдало впала, зламавши стегно, після чого перенесла операцію. Станом на 2015 рік її 86-річний син Анджело ще був живий.
Вона вважала, що довгожителькою її зробили оптимізм, віра в Бога і дієта. На момент смерті Марія-Джузеппа Робуччі-Нарджизо була найстаршою нині живою людиною в Італії і другою найстарішою людиною в світі.
Марія-Джузеппа Робуччі-Нарджизо померла 18 червня 2019 року в Поджо-Імперіале, регіон Апулія, провінція Фоджа, Італія, у віці 116 років і 90 днів.

## Рекорди довголіття
- 15 грудня 2017 року увійшла в п'ятірку найстаріших нині живих повністю верифікованих людей в світі.
- 20 березня 2018 року стала 45-тою людиною в історії, хто відсвяткував 115-річчя, серед повністю верифікованих.[4]
- 21 квітня 2018 року стала четвертою в списку найстаріших нині живих повністю верифікованих людей в світі.
- 2 травня 2018 року увійшла в топ-40 найстаріших людей в історії.
- 22 травня 2018 року увійшла в топ-35 найстаріших жінок.
- 6 липня 2018 року стала найстарішим жителем Італії і третім найстарішим довгожителем в світі.
- 22 липня 2018 року стала другою найстарішою нині живою людиною в світі.
- 23 липня 2018 року увійшла в топ-30 найстаріших жінок.
- Станом на червень 2019 року займає 17 місце у списку найстаріших повністю верифікованих людей в історії.